# 日産・スカイラインGT-R BNR32
スカイラインGT-R BNR32（Skyline GT-R）は日産自動車がかつて販売していた、8代目スカイライン（R32型）の2ドアクーペをベースとしたスポーツカーである。
日本国内外に関わらず数多くのレースで異例ともいえるほどの好戦績を残したことから、生産が終了して30年以上が経過した現在でも根強いファンが多く存在する。その様子から、日本映画を代表する怪獣「ゴジラ」になぞらえられるほか、型式および車名を縮めて単にR32、32Rなどと呼ばれることがある。

## 概要
1989年5月22日、8代目スカイライン（R32型）を発表。GT-Rを含む4WD車は8月発売とアナウンスされ、同年8月21日に発売された。先代KPGC110型の生産終了より16年ぶりとなるGT-Rの復活である。型式はBNR32。
当時日産で行われていた901運動の集大成として開発されたR32型GT-Rは、専用に設計されたRB26DETT型ターボエンジンを搭載し、電子制御トルクスプリット4WD「ATTESA E-TS」、SUPER HICASといった当時の最新デバイスが多数組み込まれた。ハイテクノロジーを結集して10年分の進化を遂げた結果、国産車ではじめてニュルブルクリンクでの量産車世界最速タイムを記録した。
日産・フェアレディZ（Z32型）、日産・インフィニティQ45とともに、日本車初の300 PSトリオとして発売される予定であったが、当時の諸事情により実施された自動車馬力規制により、いずれも日本向けは280 PSとされた。なお、フェアレディZとQ45の海外輸出仕様は300 PSであった。
日産社内ではR31型スカイラインの時点で2ドアクーペに「GT-R」を復活させる計画があったが、エンジンが4ドアセダンと同じRB20DET型であったことや、そのRB20DETが当時ジャーナリストから酷評を受けていたことなどから、開発主管の伊藤修令の判断で計画は撤回された。その後のR32型では、プラザ合意後の日産の業績悪化の影響などから「今ここで「GT-Rを復活させる」と言っても通らないだろう」として「GT-X」の仮名称で開発が進められた。
海外へは、オーストラリア向けのみ100台ほどが豪州日産のクレイトン工場でノックダウン生産された。これはVINコードが17桁で、豪州日産製を示す'6F4'から始まることが特徴である。出力は日本と同等だが、スピードメーターは260 kmスケール仕様、アンテナはルーフ中央前側への設置、ハイマウントストップランプの追加等、細かい変更や追加が行われた上で販売された。現在海外で「ゴジラ」と呼ばれているGT-Rの愛称は、オーストラリアでのツーリングカー選手権への参加で、他メーカー勢を周回遅れで制した衝撃がきっかけで名付けられた。
搭載されるRB26DETT型エンジンの排気量は、2,568 ccという当時としては中途半端な数値であるが、これは当時のグループAレギュレーションに対応させたことが理由である。
GT系標準モデルとの外見上の違いは、専用16インチアルミ鍛造ホイール、前後フェンダーの拡幅化（60mm増加、ブリスターフェンダー）、アルミ製フロントフェンダーおよびアルミボンネット採用、フロントグリルの追加、専用フロントバンパー、専用リアウィングが挙げられる。前照灯はプロジェクターヘッドランプを採用した。
開発に携わった永嶋勉の証言では、当初の試作車はスカイラインとフロアパンを共有しており車種の性格上秘匿性が高いとの理由から、R31型スカイラインではなくあえてC32型ローレルをベースにワイドフェンダー化された個体が用いられていた。
1990年にはグループA参戦マシンのホモロゲーション用モデルとして500台限定でGT-R NISMOが発売され、同年よりR31型スカイラインGTS-Rに代わり参戦した全日本ツーリングカー選手権（JTC）においてデビューウィンを果たす。参戦初年度でありながら、年間を通してカルソニックスカイラインを代表とするGT-Rの強さを印象付け、それまで世界中で最強を誇っていたフォード・シエラRS500を全日本選手権から駆逐し、日本国内外の自動車レースを席巻した。その後、全日本ツーリングカー選手権がFIAのクラス2規格（排気量2.0 Lまでの4ドアセダン車両をベースにしたJTCC）で行われることが決定したため、1993年以降は全日本GT選手権（JGTC）に戦いの場を移すこととなる。ほかにグループAより改造範囲の狭いグループNを基にしたN1規定に対応するため、主にブレーキ系の性能を向上させたVスペック・VスペックIIが発売されている。
車体色のバリエーションはイメージカラーとなるガングレーメタリック (KH2) の他に、クリスタルホワイト、ジェットシルバーメタリック､レッドパールメタリック、グレイッシュブルーパール、ダークブルーパールなど計8色が設定された。なお当初はダークグリーンメタリック (DH0) の設定も予定されており、発売前の販促カタログにも掲載され試作車も制作されたが、GT-Rにこのカラーが設定されることはなかった。この色は後に中期以降のGTSグレードにて採用されている。

## メカニズムなど
BNR32型最大の特徴は、上述の通り当時の最新装備が多数採用されたことである。それまでのGT-Rは自然吸気エンジンかつ後輪駆動であったが、このBNR32型では専用に開発されたRB26DETT型ツインターボエンジンが搭載され、足回りも「ATTESA E-TS」、「SUPER HICAS」を組み合わせ、四輪駆動となった。さらにメカニカルLSDを装着したことで、旋回性能を高めた。その中でもRB26DETT型エンジンは、S20型同様モータースポーツ参戦を前提に開発されていたものであったため、市販車の平均的な水準をはるかに上回るエンジン強度を誇り、出力も280 PS/36 kgf·mを達成するなど非常に強力なエンジンとなっている。
しかし欠点として、RB26型エンジンは強度を重視したためエンジンブロックが鋳鉄製であり、これにより車重が増加した。そしてフロントヘビーな配分（59.4:40.6）と、高度なATTESA E-TSなどのデバイスが災いし、標準装備のブレーキではハードな走行に耐え切れず、アンダーステアが残ってしまった。N1レース参戦初期には強いアンダーステアに悩まされ、ブレーキフェードによるリタイアもあった。その後の対策として、Vスペックではより大型のブレンボ製ブレーキキャリパーが採用されている。
シャシー関係については、サスペンションに専用チューニングを施し、タイヤを225/50R16 92Vとしてグリップ性能を最適化した。

## グレード
標準車
発売初期からラインナップされていた標準グレード。車両重量は、前期型は1,430 kg、中・後期型は1,480 kg。
GT-R NISMO

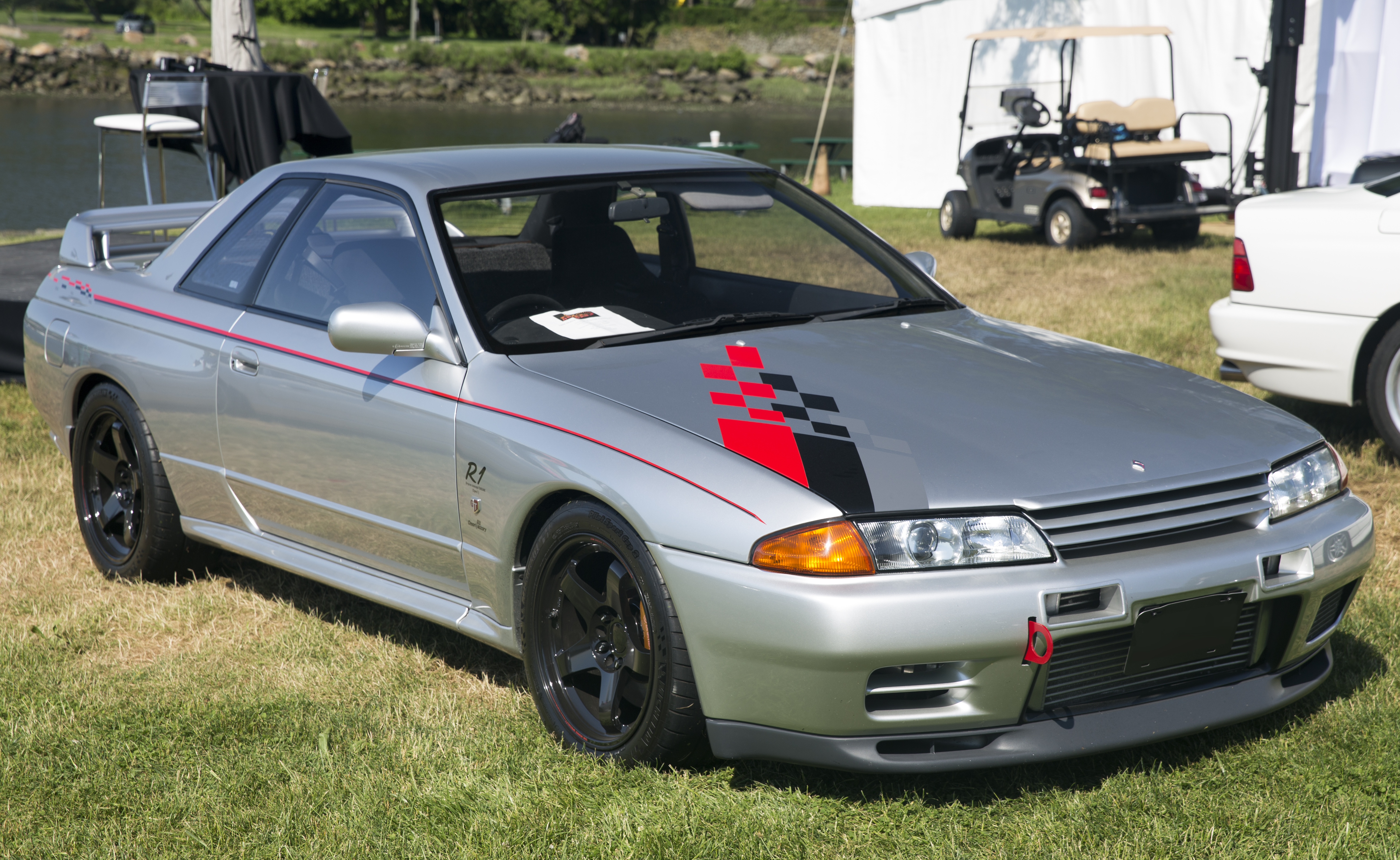
GT-R NISMO
画像はNISMO大森ファクトリーによるサーキット走行に適したエンジンチューニングメニュー「R1」を施したもので、NISMOでは「スポーツリセッティング」と呼ばれている。

 1990年の全日本ツーリングカー選手権初戦に合わせて500台限定で生産、レースベースを含めて560台製造されたグループA参戦マシン用ホモロゲーション用モデル。モデルコードはKBNR32RXFSL-RA。セラミックタービンからメタルタービンへ変更され、それに合わせてエキゾーストマニホールドも専用品を使用しているほか、エアコン・オーディオ・リアワイパー・ABS・インタークーラーグリルが外され、1,400 kgまで軽量化が図られている。また、外装では冷却効率の改善を図るためボンネット先端のグリル上部に吸気流入量増加を狙ったフードトップモールおよびフロントバンパーに開口箇所を追加（通称「ニスモダクト」）、空力特性の改善のためサイドシル後部にはリアタイヤ周りの整流を目的としたプロテクターが装着され、リアには小型のリアスポイラーが付与されている。
Vスペック・VスペックII

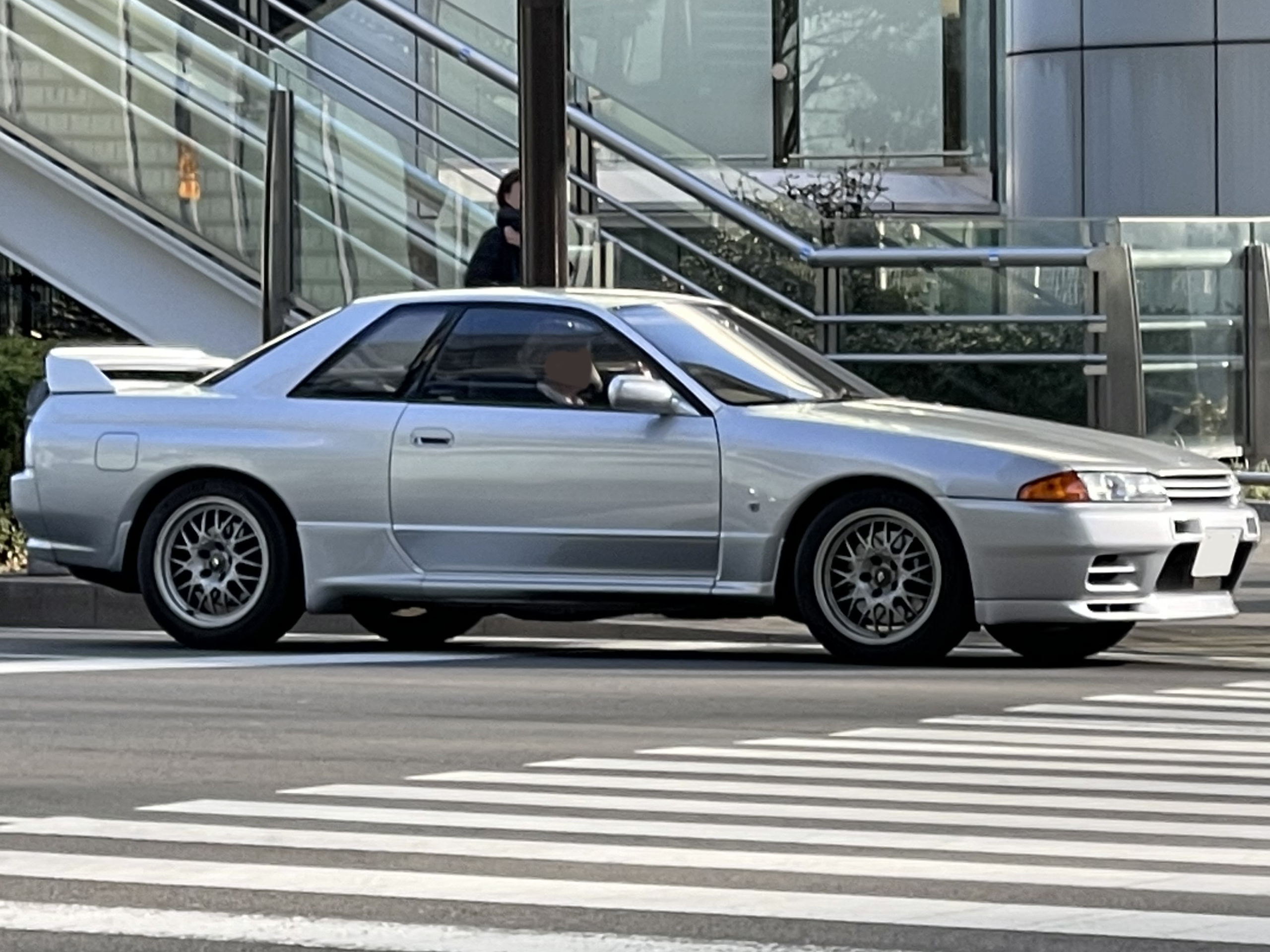
GT-R VスペックII

 1993年2月のマイナーチェンジで登場。Vスペックは全日本ツーリングカー選手権（グループA）の3年連続優勝を記念したモデルである。標準車のフロントブレーキローター径296 mmに対して324 mm、リアブレーキローター径297 mmに対して300 mmにそれぞれ大径化し、日本車初採用となるブレンボ製ベンチレーテッドディスク（フロント4POT、リア2POT）と225/50R17インチBBS製ホイールを装備した上位モデル。これに合わせてサスペンションのセッティングが見直され、ATTESA E-TSのロジックパターンも変更されている。車重は1,500 kg。
1994年2月には、コーナリングスピードの向上を図るため45タイヤ（245/45R17、ブリヂストン製POTENZA RE010）を採用。これをVスペックIIとして発売した（Vスペック発売当時45Rの認可が下りず、発売翌年に解禁となった）。
N1

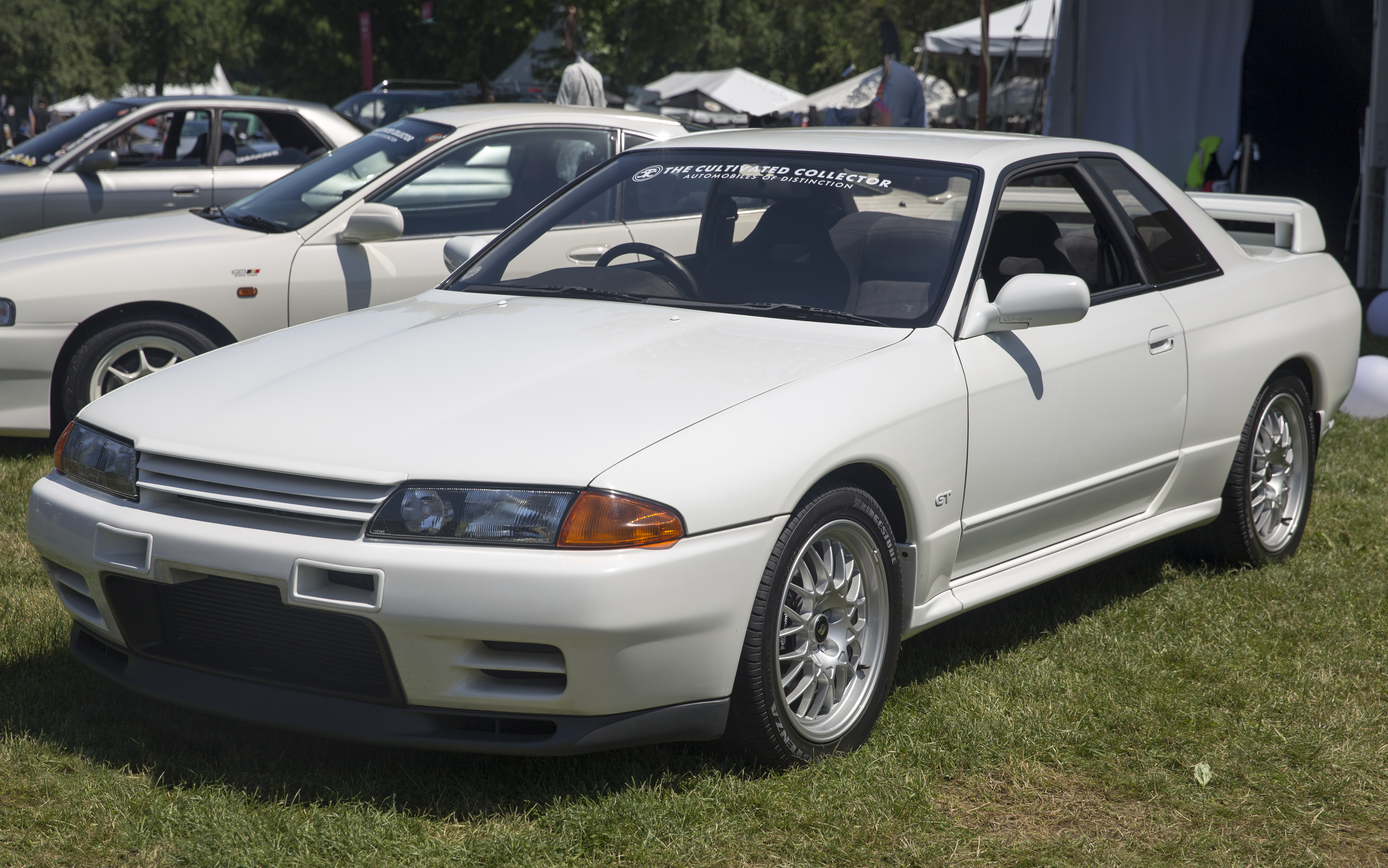
GT-R VスペックII N1

 1991年7月19日発売。N1耐久レース（現在のスーパー耐久）での使用を見越し設計されたモデル。基本的には快適装備の除去やABSレスなどGT-R NISMOと同様のものであるが、エンジンブロックの肉圧を増加させ、出力アップによる耐久性を持たせたN1仕様のRB26エンジン、NISMO純正ホイール、NISMO製ステアリング、マフラー、ストラット・タワーバー、大型化されたブレーキローター（これによるピンホールの廃止、ブレーキ導風板の追加）、異形2灯式ハロゲンヘッドランプへの換装が行われている。また、車体色はクリスタルホワイトのみである。
後にVスペックが発売されると同時に、ブレンボ製ブレーキが追加されたVスペック準拠のVスペックN1となった。さらにVスペックがVスペックIIに置き換わると、VスペックII準拠のVスペックII N1になった。

## 年表
- 1989年5月22日 - 8代目スカイライン発表[5][2]。4WD車のGT-RとGTS-4は8月発売のアナウンス。
- 1989年8月21日 - スカイラインGTS-4と共に販売開始。
- 1990年3月11日 - 500台限定で全日本ツーリングカー選手権（グループA）ホモロゲーションモデルのGT-R NISMOを発売[17]。
- 1991年7月19日 - N1レース参戦用のベース車であるGT-R N1を発売。量産ツーリングカーであり、競技車両として販売された[21]。
- 1991年8月20日 - 初のマイナーチェンジが行われ、中期型へ移行[2][22]。衝突安全装備の補強材（サイドインパクトビーム）や衝撃吸収ステアリングパッドを追加した[23]ことから、重量が50 kg増の1,480 kgとなった。また、ヘッドランプがH3CからH1に大型化され、クランクシャフト形状、シリンダーブロックの補強が行われている[23]。細かなところでは、シートベルト警告灯、エアバッグ（オプション設定）の追加、ボディ色としてクリスタルホワイト、スパークシルバーメタリック、グレイッシュブルーパールが追加されている（これに伴い、ジェットシルバーメタリックが廃止された）[24]。
- 1993年2月3日 - 2回目のマイナーチェンジにより、後期型へ移行[19][2]。クラッチがプッシュ式からプル式になり、トランスミッションのシンクロメッシュ改良が行われた[25]。1994年モデルではリアデフカバーがローレルと同じタイプへ変更されている[26]。また、同時にVスペックおよびVスペックN1を追加。
- 1994年2月14日 - VスペックII販売開始[20][2]。
- 1994年11月7日 - 最後の1台の標準車がラインオフして生産終了。以降は在庫分のみの対応となる。総生産台数は4万3934台[1]。
- 1994年12月 - 販売終了。

## R32EV
2023年3月28日、日産自動車はR32型スカイラインGT-RをコンバージョンEVに改造するプロジェクトを発表し、2025年1月10日に東京オートサロン2025で初披露された。
日産には「GT-R」や「フェアレディZ」などが持つ走りや運転の楽しさ、パワフルなエンジンの魅力に憧れて入社した多くの技術者がいる。そうした技術者の「最高に好きなクルマに、今、自分が最高と思う技術を掛け合わせたら、世の中の人がもっとワクワクするクルマを作れるのではないか」との思いをきっかけに、今回のR32EVプロジェクトがスタートした。
プロジェクトリーダーは、BEV用パワートレインやシリーズハイブリッド「e-POWER」、電動4WD「e-4ORCE」の開発を手がけた平工良三が務める。

### 開発の経緯
平工は本プロジェクトの前置きとして、30年後にはオリジナルのGT-Rを運転・維持する事は困難であることが考えられ、現代の電気やデジタル技術を使ってその魅力を再現することができれば、未来の世代の人たちが体験できるようになるということに価値を見出した旨を語っている。
また、WEB CARTOPの記事では
とも述べており、この技術を活かした新しいクルマのカタチを提案している。

### 電動パワートレイン
駆動方式は2基のモーターによる四輪駆動で、それぞれが前輪と後輪をコントロールする。駆動バッテリーはリチウムイオン電池で、リーフ NISMO RC02と同じものである。本来後席があった場所を取り払い、そこにバッテリーを配置した。かつて給油口があった場所は充電ポートに置き換えられた。なお、パワートレインは元通りに戻すことも可能である。
パワートレインが電動化された一方、スペックでは元々のパワーおよびトルクウェイトレシオを保ち、その加減速特性や前後トルク配分といった挙動に関する部分はほぼそのままである。走行特性はテストドライバー、加藤博義が栃木のテストコースでオリジナルのデータを徹底して収集したことで、忠実に再現された。

### その他の変更点
電動パワートレインによる300 kgの重量増加に伴い、オーリンズ製スポーツサスペンションキットと、より制動力の強いR35型GT-Rの純正ブレーキを装着。あわせてホイールも交換され、オリジナルのデザインはほぼそのままに16インチから18インチに拡大された。タイヤサイズは245/40R18。
内装は外観よりも変更点が多く、シートはオリジナルと同じ配色と表皮を再現した、特注のレカロシートを装備している。変速機自体はないものの、擬似的ではあるがギミックを楽しめるようにパドルシフトを装備している。併せて、フロアセレクターは一般的なAT車のPRNDパターンに変更されているが、R32EV専用のガングリップ型とし、MT車のフロアシフトの形状をまねながら材質をも再現した。メーターパネルやエアコンなどが集中するセンターコントロールは液晶パネルに変更されているが、これも表示はオリジナルに忠実なもので統一感を出している。
さらに、オリジナルのエンジン音を再現するために専用サウンドシステムを内蔵し、アイドリングや空ぶかし、シフトチェンジなどの音の変化まで再現している。音にこだわって設計されたこのサウンドシステムから再生されるエンジンサウンドによりシートを振動させることで、走行中もオリジナルと遜色ない体感を味わえる。エンジンサウンドは車内でのみ再生され、インストルメントパネル左のサテライトスイッチを押すことで作動する。
本来ならばオリジナルをそのまま残したかったものの、シートやステアリング、シフトノブは劣化が進行しており、アナログメーターなどは調達が難しかったために、内装を部分的に変更しているとのことである。

### 反響
R32EVの評価は発表直後から賛否分かれるものであった。往年のファンにとっては特にエンジンに対する評価が非常に高かったこともあり、それを取り払うことに納得できないという声も多かった。
実際に社内からも反発の声はあったが、平工はこのことを覚悟した上で取り組んだと語る。それでも後世にクルマの魅力を伝えるために、ということを第一に考えて再現にとどまらず、最新技術を組み合わせることでより現代的な、そして未来的なアプローチを加えた。また本プロジェクトでは、単なるコンバートにもかかわらず、内外装やエンジンルームに至るまで3Dスキャンを行っている。

## モータースポーツ活動
R32型GT-Rのレースデビューは、グループA規定で競われていた1990年の全日本ツーリングカー選手権（JTC）第1戦西日本サーキットであった。星野一義/鈴木利男組のカルソニックスカイラインがポール・トゥ・ウィンを飾るだけでなく、予選ではコースレコードを2秒近く短縮、決勝ではレースの4分の1を消化した時点ですでに全てのマシンを周回遅れとするなど、圧倒的な戦闘力を発揮した。その後もシリーズ全戦でポールポジションを獲得し優勝。翌1991年からは徐々にGT-Rの参戦台数が増え、最終シーズンとなった1993年には7台のGT-Rが参戦、グループA（クラス1）は事実上GT-Rのワンメイク状態と化した。結果、1990年のレースデビューからJTCが終了する1993年まで無敗を誇り、最終的に29連勝という偉業を成し遂げる。なおJTCと並行してN1耐久シリーズ（現・スーパー耐久）にもGT-Rで参戦した。
JTC終了後は、全日本ツーリングカー選手権（JTCC）と同時に始まった全日本GT選手権（JGTC）に転用された車両もあった。参戦初年度の1990年モデルのグループAカルソニックスカイラインは、エンジン換装等一部仕様変更の上JGTCにプライベーターとして出走しており、個人所有という形で現存している。
また日本国内だけでなく、国外のレースにも積極的に参戦している。特にオーストラリアツーリングカーチャンピオンシップでは、ジム・リチャーズとマーク・スカイフのコンビが1990年・1991年・1992年とタイトルを分け合う形で3連覇を果たしており、バサースト1000kmでもこのコンビで連覇を果たしている。あまりにも圧倒的な成績だった事から、1993年のレギュレーションよりクラス2（スーパーツーリング）規定の導入でターボとAWD車が禁止となり、最上位のクラスはオーストラリア車（事実上フォード・オーストラリアとホールデンの2社）の5.0LのV型8気筒エンジン車によるレギュレーションに変更された。
1993年には元F1ドライバーのルイス・ペレス＝サラがスペインツーリングカー選手権のタイトルを獲得する。またワークスだけでなく、プライベートチームもヨーロッパや北米のレースに数多く参戦していた。
ベルギーで開催される世界3大耐久レースの一つ、スパ・フランコルシャン24時間レースには1990年 - 1992年に出場。1990年はグループNクラスの表彰台を独占した。そして1991年には前年に続きキース・オドール/木下隆之/ディアク・ショイスマン組が総合6位に入ってグループNクラス優勝、さらにグループAクラスで日産ワークスから送り込まれたZEXELスカイラインが2位以下を20周以上引き離して総合優勝する快挙を成し遂げている。1992年にも引き続きZEXELスカイラインが参戦。前年の圧倒的な成績によって90kgのウェイトハンデを課せられながらも、昨年DTM参戦の都合上不参加だったBMW・M3勢を相手に奮戦し、当初はトップを走るものの、エンジン不調からやがて失速。さらにピットイン時にガソリンが引火するアクシデントに遭いリタイヤとなった。
1990年11月にはグループAマシンによるマカオグランプリ・ギアレースに長谷見昌弘のカストロールスカイラインが参戦。予選でトップを獲得し、決勝でもポール・トゥ・ウィンを飾った。
他にもプライベートチームよりヨーロッパや北米のレースにも数多く参戦し、ほとんど優勝を飾っている。これらの結果を受けて、ル・マン24時間レースを主催するACOでは4WD自体を禁止するという措置をとった。
サーキット以外では、1990年に一度だけ世界ラリー選手権（WRC）に出場したことがあり、ドライバー西山寛、コドライバー永山政寛でツール・ド・コルスにGr.Nクラスで出場した。ただし、サーキットとは異なり、ラリーで結果を挙げることはなかった。

### JTCおよびN1耐久の戦績
1990年
全日本ツーリングカー選手権 (JTC) に2台（星野一義/鈴木利男＝カルソニック、長谷見昌弘/アンデルス・オロフソン＝リーボック）参戦。6戦全勝し、第4戦以外は1-2フィニッシュだった。シリーズチャンピオンは星野一義（5勝）が獲得。
N1耐久「富士6時間」に参戦、優勝
7月のスパ・フランコルシャン24時間レース（グループN）で1位から3位を独占。
1991年
JTCに4台参戦。6戦全勝。 シリーズチャンピオンは長谷見昌弘（3勝）が獲得。
6月のニュルブルクリンク24時間レースにてグループNクラスで優勝し、総合16位を獲得。
8月のスパ・フランコルシャン24時間レースに参戦。グループA（オロフソン/ブラバム/服部尚貴）およびグループN（オドール/木下隆之/ショイスマン）でそれぞれクラス優勝を果たし、総合優勝を獲得。
N1耐久ラウンドシリーズ参戦、6戦5勝。シリーズチャンピオンは清水和夫が獲得。
1992年
JTCに7台参戦。8戦全勝。シリーズチャンピオンは長谷見昌弘（2勝）が獲得。
スパ・フランコルシャン24時間レースに参戦（長谷見/オロフソン/ブラバム）。リタイヤ。
N1耐久ラウンドシリーズ参戦、7戦全勝。シリーズチャンピオンは桂伸一/原貴彦が獲得。
1993年
JTCに7台参戦。9戦全勝。シリーズチャンピオンは影山正彦（4勝）が獲得。
全日本GT選手権（JGTC）参戦、3戦全勝。影山正彦がドライバーズタイトル獲得。
N1耐久ラウンドシリーズ参戦、8戦全勝。シリーズチャンピオンは桂伸一/原貴彦が獲得。
1994年
JGTCに参戦。5戦2勝。 ドライバーズ（影山正彦）、チーム（インパル）の二冠タイトル獲得。
N1耐久ラウンドシリーズ参戦、8戦全勝。シリーズチャンピオンは都平健二/河合博之が獲得。